# Lotan, Korpo
Lotan är en ö i Finland.   Den ligger i kommunen Pargas i den ekonomiska regionen  Åboland  och landskapet Egentliga Finland, i den södra delen av landet, 180 km väster om huvudstaden Helsingfors. Arean är 0,69 kvadratkilometer.
Terrängen på Lotan är mycket platt. Öns högsta punkt är 16 meter över havet. Den sträcker sig 1,1 kilometer i nord-sydlig riktning, och 1,3 kilometer i öst-västlig riktning.
I övrigt finns följande på Lotan:
- Lot ören (en ö)
- Mossalandet (en ö)